# Inès Da Sylva
Inès Stéphanie Da Silva Batista (née en Côte d'Ivoire), est une reine de beauté ivoirienne, élue Miss Côte d'Ivoire 2010.